# Вуэльта Бургоса
Вуэльта Бургоса (исп. Vuelta a Burgos) — шоссейная многодневная велогонка по дорогам испанской провинции Бургос. Первые два соревнования состоялись в середине 40-х годов XX века, затем, после продолжительного перерыва, гонка возобновилась в 1981 году. С 2005 года входит в календарь UCI Europe Tour и имеет высшую категорию 2.HC.

## Призёры

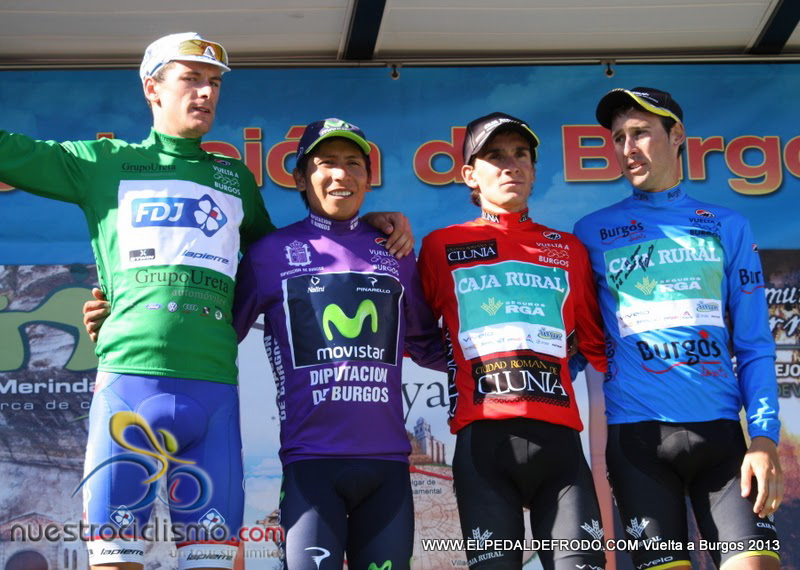
Антони Ру, Наиро Кинтана, Аметс Чуррука и Фабрицио Феррари на подиуме в 2013.

| Год                      | Победитель           | Второй                        | Третий                  |
| ------------------------ | -------------------- | ----------------------------- | ----------------------- |
| 1946                     | Бернардо Капо        | Senén Mesa Fernández          | Victorio Ruiz García    |
| 1947                     | Бернардо Руис        | Маноло Родригес               | Бернардо Капо           |
| 1948-1980 не проводилась |                      |                               |                         |
| 1981                     | Фаустино Руперес     | Эулалио Гарсиа                | Хосе Энрике Чима        |
| 1982                     | Хосе Луис Лагуя      | Ángel Ocaña                   | Хосе Луис Наварро       |
| 1983                     | Анхель де лас Эрас   | Фелипе Яньес                  | Эдуардо Чосас           |
| 1984                     | Федерико Эчаве       | Фаустино Руперес              | Селестино Прието        |
| 1985                     | Хосе Ресио           | Раймунд Дитцен                | Селестино Прието        |
| 1986                     | Марино Лехаррета     | Иньяки Гастон                 | Ансельмо Фуэрте         |
| 1987                     | Марино Лехаррета     | Анхель Арройо                 | Франсиско Антекуэра     |
| 1988                     | Марино Лехаррета     | Enrique Aja                   | Лауделино Кубино        |
| 1989                     | Франсиско Антекуэра  | Педро Муньос                  | Пело Руис Кабестан      |
| 1990                     | Марино Лехаррета     | Мигель Анхель Мартинес Торрес | Мигель Индурайн         |
| 1991                     | Педро Дельгадо       | Джанни Буньо                  | José Martín Farfán      |
| 1992                     | Алекс Цулле          | Рауль Алькала                 | Федерико Эчаве          |
| 1993                     | Лауделино Кубино     | Рауль Алькала                 | Лоран Дюфо              |
| 1994                     | Арман Де лас Куэвас  | Лауделино Кубино              | Джим Ван де Лаэр        |
| 1995                     | Лоран Дюфо           | Стефано Делла Санта           | Габриэль Коломбо        |
| 1996                     | Тони Ромингер        | Мигель Индурайн               | Иньиго Куэста           |
| 1997                     | Лоран Жалабер        | Абрахам Олано                 | Фернандо Эскартин       |
| 1998                     | Абрахам Олано        | Леонардо Пьеполи              | Анхель Касеро           |
| 1999                     | Абрахам Олано        | Дарио Фриго                   | Лоран Дюфо              |
| 2000                     | Леонардо Пьеполи     | Оскар Севилья                 | Паскаль Эрве            |
| 2001                     | Хуан Мигель Меркадо  | Хосе Луис Рубьера             | Эладио Хименес          |
| 2002                     | Франсиско Мансебо    | Хосе Луис Рубьера             | Микель Саррабейтия      |
| 2003                     | Пабло Ластрас        | Оскар Перейро                 | Карлос Гарсия Кесада    |
| 2004                     | Алехандро Вальверде  | Денис Меньшов                 | Леонардо Пьеполи        |
| 2005                     | Хуан Карлос Домингес | Хоаким Родригес               | Карлос Кастано Панадеро |
| 2006                     | Ибан Майо            | Хосе Антонио Печарроман       | Даниэль Морено          |
| 2007                     | Маурисио Солер       | Алехандро Вальверде           | Карлос Кастано Панадеро |
| 2008                     | Хабьер Сандио        | Иньиго Ландалузе              | Вальтер Педраса         |
| 2009                     | Алехандро Вальверде  | Хавьер Тондо                  | Том Дэниэлсон           |
| 2010                     | Самуэль Санчес       | Эсекьель Москера              | Винченцо Нибали         |
| 2011                     | Хоаким Родригес      | Даниэль Морено                | Хуан Хосе Кобо          |
| 2012                     | Даниэль Морено       | Серхио Энао                   | Эстебан Чавес           |
| 2013                     | Наиро Кинтана        | Давид Арройо                  | Винченцо Нибали         |
| 2014                     | Наиро Кинтана        | Даниэль Морено                | Янез Брайкович          |
| 2015                     | Рейн Таарамяэ        | Микеле Скарпони               | Даниэль Морено          |
| 2016                     | Альберто Контадор    | Бен Херманс                   | Серджио Пардилья        |
| 2017                     | Микель Ланда         | Энрик Мас                     | Давид Де ла Крус        |
| 2018                     | Иван Рамиро Соса     | Мигель Анхель Лопес           | Давид Де ла Крус        |
| 2019                     | Иван Рамиро Соса     | Оскар Родригес                | Ричард Карапас          |
| 2020                     | Ремко Эвенепул       | Микель Ланда                  | Жуан Педру Алмейда      |
| 2021                     | Микель Ланда         | Фабио Ару                     | Марк Падун              |
| 2022                     | Павел Сиваков        | Жуан Педру Алмейда            | Карлос Родригес         |
| 2023                     | Примож Роглич        | Александр Власов              | Адам Йейтс              |
| 2024                     | Сепп Кусс            | Макс Пул                      | Финн Фишер-Блэк         |